# François de Belleforest

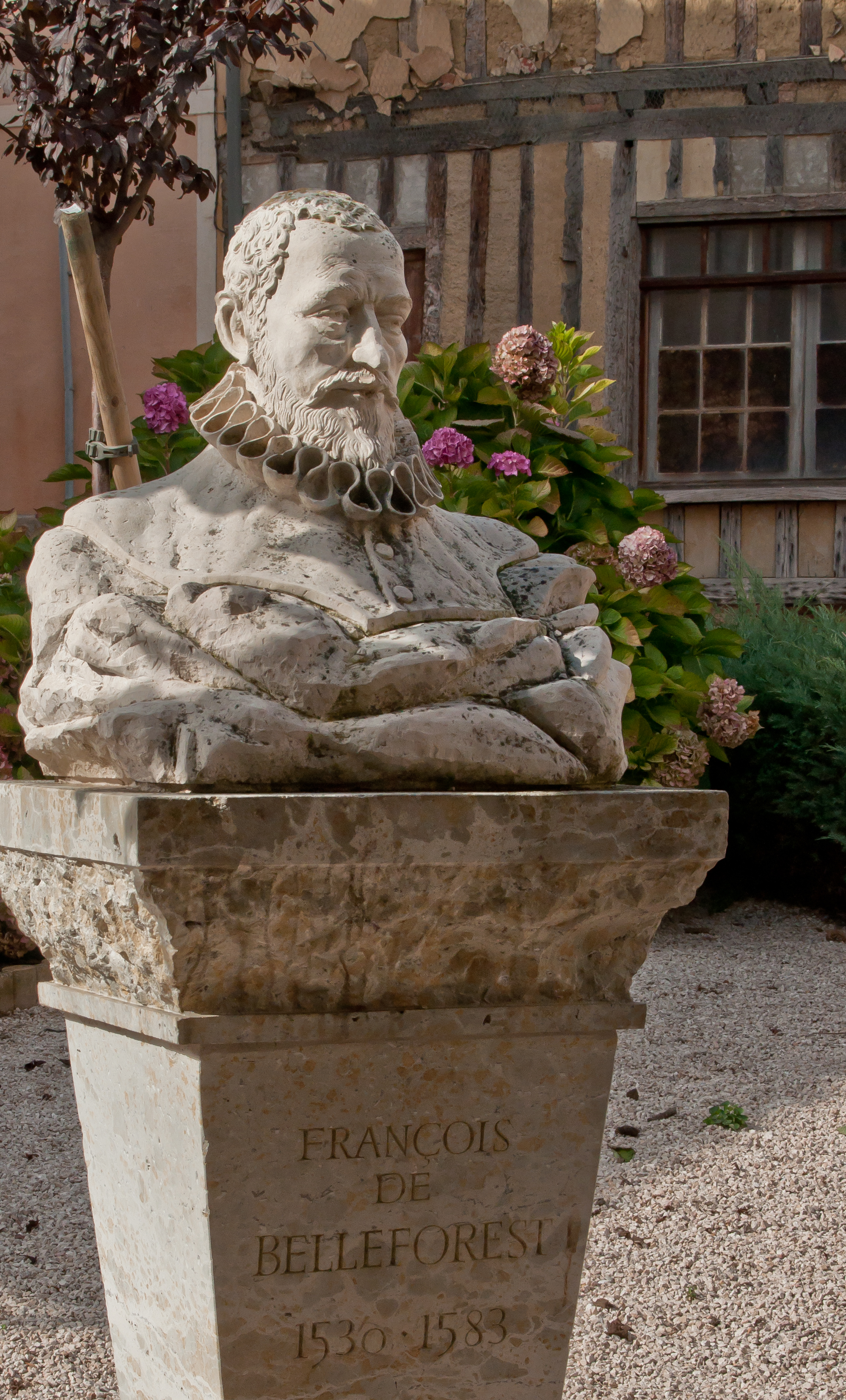
Busto de François de Belleforest.

François de Belleforest (Cominges, 1530 — Paris, 1583) foi um prolífico autor da França na Renascença, que também escrevia poesias e traduzia textos.
Sua continuação da tradução de Pierre Boaistuau da Novelle de Matteo Bandello, publicada como Histoires Tragiques (1559-82), inclui uma versão de uma lenda de Saxo Grammaticus que influenciou (talvez indiretamente) Hamlet e uma história que pode ter influenciado Muito Barulho Por Nada, peças de William Shakespeare. Belleforest, em seu trabalho de tradução, embelezou a obra de Saxo, além de dobrar o tamanho do texto e introduzir um elemento que, com toda certeza, Shakespeare exploraria posteriormente em seu Hamlet: a melancolia do herói.
Foi tradutor incansável de diversos outros autores, como Francesco Guicciardini, Antonio de Guevara, Polidoro Virgilio,  Sebastian Münster, Cícero, Demóstenes, Aquiles Tácio. Também escreveu Grandes Anais da História da França (Grandes Annales et histoire générale de France) publicados em 1579,

## Obras selecionadas
- La chasse d'amour (poems), 1561.

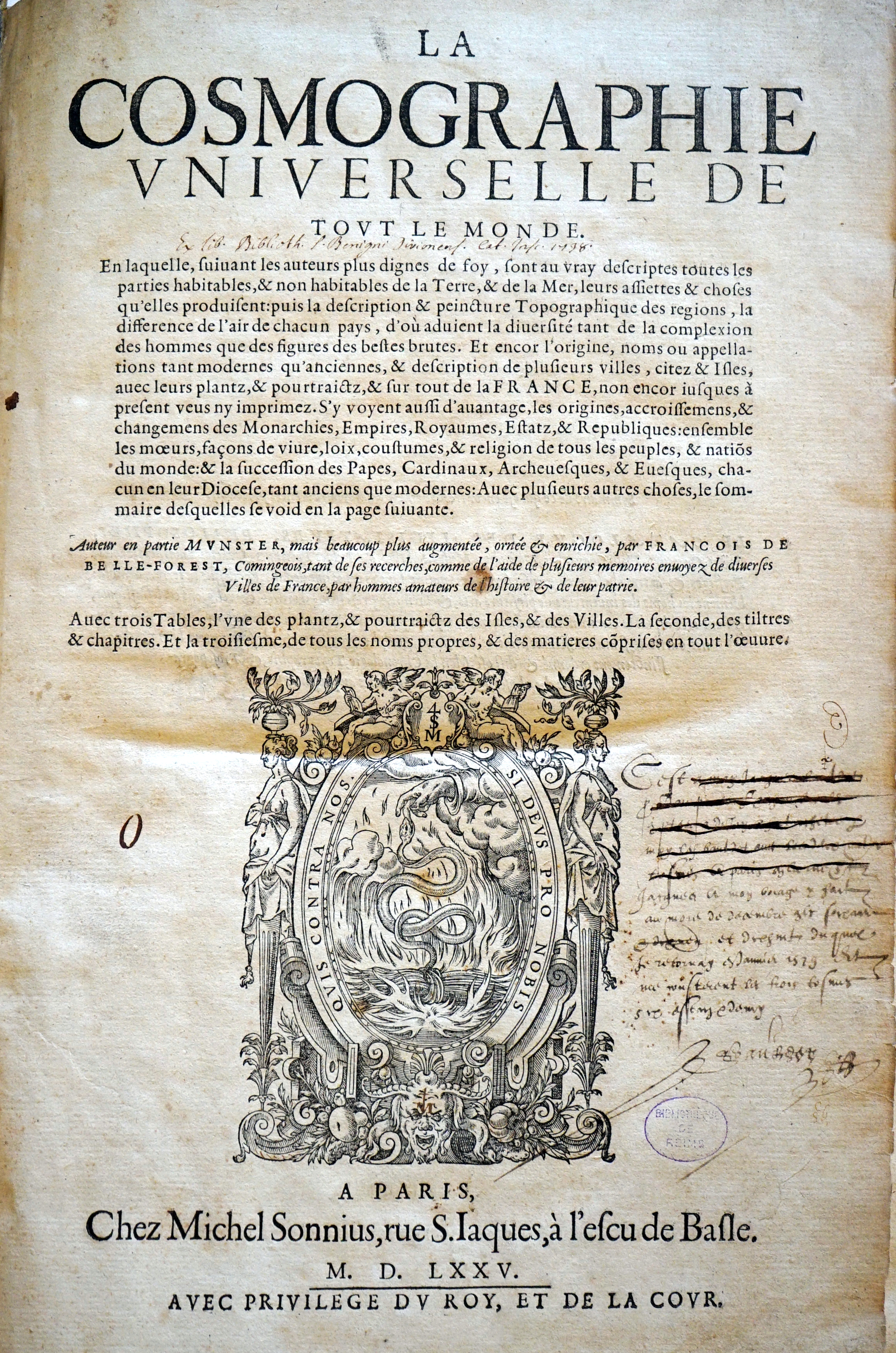
Folha de rosto da tradução francesa de Cosmographie por Belleforest.

- Continuation des histoires tragiques, contenant douze histoires tirées de Bandel....
- Histoires tragiques, tradução de Matteo Bandello, 7 volumes, 1566-1583.
- Les Amours de Clitophon et de Leucippe
- La Pyrénée (or La Pastorale amoureuse), 1571.
- Harengue militaires, et concions de princes, capitaines, embassadeurs, et autres manians tant la guerre que les affaires d'Estat ... Recueillis et faictes Françoyses
- La Cosmographie universelle de tout le monde.
- Grandes Annales et histoire générale de France, 1579.
- Les sentences illustrés de M.T. Ciceron Et les apophthegmes, avec quelquel sentences de piete, recueillies de mesme Ciceron. Aveei les plus remarquables sentences tant de Terence... et de... Demosthene. Le tout Traduit nouvellement de Latin en Francais par Francois de Belle-forest, Commingeoiis. Reveu & corrige.
- Les chroniques et annales de France, dès l'origine des François, & leur venue en Gaule